# Szituációs komédia
A helyzetkomédia vagy szituációs komédia (angol rövidítéssel: sitcom, magyarosan: szitkom) a televíziós vígjátékok alfaja, melyben a szereplők és helyszínek mindig ugyanazok, a komikum forrása ezeknek az ismert szereplőknek és helyszíneknek szokatlan, érdekes helyzetekbe való helyezése.

## Jellemzők, tulajdonságok a szituációról
A szituációs komédiák lényege, hogy – ellentétben a klasszikus vígjátéksorozatokkal – ugyanazon szereplők ugyanabban a környezetben különböző helyzetekben való viselkedését mutatja be. A helyzet általában az otthon, a munkahely, vagy emberek bizonyos csoportja (barátok, munkatársak, üzlettársak) köré helyezkedik.
A műfaj az egyéb komédiáktól való különbségtétel miatt kapott külön nevet, például a villámtréfák, melyekben a különböző jelenetekben különböző szereplők viccelődnek, vagy a klasszikus vígjátékok, melyekben a vicces dialógusok vagy monológok kapnak elsődlegesen szerepet, és melyeket színpadon, vagy rögzített formában lehetett bemutatni.
A rádió elterjedése lehetővé tette, hogy több, kisebb epizód legyen egy nagyobb helyett, és amelyekben ugyanazok a szereplők térhessenek vissza, ezáltal egyre ismerősebbekké válva a rádióhallgatók számára. Ezáltal bár a szituációs komédiákban a humor forrása változik, a komikum mégis mindig a szereplők, helyzetek jellemzőiből adódik, ezáltal lehetővé téve az úgynevezett visszatérő gegeket.

## Szereplők
A műfaj jellegéből adódóan a szereplőknek statikusoknak kell lenni. Az egyes szereplők problémái, megoldandó helyzetei meg kell, hogy oldódjanak még ugyanabban az epizódban. Ritkaságnak számít, ha ezeket a helyzeteket megemlítik a következő részekben. Van ezek ellenére néhány sorozat, melyben a történet evolválódik az epizódok során, de ez mindig lassú, több epizódon, vagy akár évadon keresztül is történhet.

### A naiv
A legáltalánosabb szereplőtípus a bolond vagy naiv. Általában ő kapja szembe az eseményeket, amiket félreért, és ebből a félreértésből adódik a történet konfliktusa. Bizonyos sorozatokban az egész szereplőgárda ebbe a kategóriába esik rövidebb-hosszabb időre.

### A lázadó
Bár a brit komédiákban már az 1960-as évektől jelen van, az amerikai komédiákban egészen az Egy rém rendes család bemutatkozásáig nem kapott szerepet. Ez a szereplő legalább minimális rálátással bír arra, hogy viselkedése, jelleme valamilyen ellentétben áll a társadalmilag elfogadottal. Általában épp az ő viselkedése képezi az epizód fő konfliktusát, és az esetek többségében épp ő az, aki jelenlétével, tanácsával megmenti a helyzetet.

### A bölcs
Ez a szereplő általában idősebb, magasabban iskolázott, vagy "külső" tapasztalatokkal rendelkezik. Megjegyzéseket, kommentárokat ad a pillanatnyi helyzethez, sokszor megoldási lehetőséget kínál a többieknek.

### A komikus
A komikus általában excentrikus személyiséget testesít meg, szokatlan módon reagálva a szokásos, általános helyzetekre. E szereplő reakciói adják a legjobb lehetőséget az abszurd, váratlan humorhoz.

### Az egyenes ember
Néha a főszereplő életének társa (barát, házastárs, üzlettárs), aki a komikus főszereplő reakcióit ellensúlyozva szarkasztikus, akasztófahumor-szerű megjegyzéseivel ellensúlyozva a naiv, a komikus, vagy az idegesítő szomszéd alakját. Sokszor az "egyenes ember" a főszereplő, az egyetlen egészséges elméjű az őt körülvevő káoszban.

### A furcsa szomszéd
Ez a szereplő, aki gyakran átveszi a naiv, vagy a komikus szerepkört is, a szomszédban, a szomszéd lakásban, de legalábbis a főszereplő közelében él. Legfőbb szerepe, hogy bizonyos időpontban, helyzetben a történetbe ugorva adjon egy plusz csavart, vagy komikumot az epizódhoz.

### Az ellentét
Ez a szereplő mindenben, de legalábbis fő jellemvonásokban a főszereplő ellentétét, ellenfelét képezi.

### Macsó vagy férfifaló
Nemtől függetlenül agresszív szexuális töltetet jelent a történetben, ebből következően a humor elsődleges forrása is szexuális töltetű. A szereplő jelleme a műsorsávtól függően terjedhet az ártatlan flörttől a hiperszexualitás határáig is.

### Etnikum
Néhány komédia szerepeltet más nemzetiségű, más országból/területről való szereplőt is, akinek beszédstílusa, akcentusa, viselkedés- vagy felfogásbeli különbségei adják a lehetőséget a konfliktusra, vagy humorra.

### Egyebek
Egyéb kisebb jelentőségű szereplők:
- Idegesítő szomszédság
- Idegesítő feleség és papucsférj
- Szeretnivaló vesztes

és még sok variáció mindenféle nációból, illetve embertípusból.

## Történetvezetés
Több klasszikus helyzetkomikum adódik a különböző sorozatokban. Ezek rendre:

### Hal a szárazon
Vegyünk egy szereplőt, és helyezzük egy számára merőben ismeretlen, szokatlan, vagy zavarba ejtő környezetbe vagy helyszínre, amiben nem tud megfelelően viselkedni.

### Kontraszt
Egy – szereplőktől idegen, vagy épp ellentétes – szereplő jelenik meg, ezzel a szokásostól eltérő viselkedésre, vagy a jellemüket próbára tevő helyzetbe kényszeríti a szereplőket.

### Családi helyzetek
Az 1980-as évek kezdetétől találhatunk családi, otthoni helyzetbe írt komédiákat.
Egy általános epizód leírása a következő:
- Egy családtag (általában tapasztalatlan, leginkább valamelyik gyerek) olyan konfliktust teremt, ami általában valami félreértésből, vagy egy másik esemény eltussolásából ered.
- A sumákolást felfedezik, vagy valamilyen módon fény derül a félreértésre.
- Szinte mindig valamilyen tanulság vonható le a szituáció megoldásából.

Általános összetevője a családi komédiáknak, hogy a sorozat valamely részén egy új, vagy örökbefogadott gyermek kerül a sorozatba, mellyel a már bent lévő szereplőket új helyzet elé állíthatjuk.

### "Ifjúsági szemlélet"
A negyedik változata a komédiáknak, mely bizonyos történést egy fiatal/gyermek szemszögéből láttat, általában ezáltal elfogult, szubjektív ábrázolást ad az objektív helyett. Az alap szituáció ezekben a komédiákban, hogy a gyerek félreért/elront valamit, és a helyzet – a jóvátétel helyett – csak romlik, mielőtt egy bölcs, idősebb szereplő helyrehozza, ezáltal a fiatal főszereplő bölcsebbé, felnőttebbé válik.

### Paródia
Néhány komédiasorozat más, komolyabb sorozatok paródiájaként próbáltak életre kelni, de mivel sokan igazi, eredeti akció-sorozatoknak nézték őket, eredeti céljukat – a minta sorozat kifigurázását – nem érték el.

### Külvárosi komédia
A legnagyobb különbség ebben az alfajban, hogy a szereplők szinte kizárólag afroamerikai szereplőket személyesítenek meg. Általában hasonló formulákat használ, mint a többi alfaj, ám a gegeket sok esetben az abszurditásig fokozzák, ami csak erre az alfajra jellemző. Másik jellemzője, hogy a szereplőket nem csak a stand-up világából, hanem a zenei világból is válogatják.

### Általános történet vázlatok
Az egyes epizódok történetei általában az egyik szereplő hazugságából, vagy más szereplők egyéb módon való kijátszásából adódnak:
- Letagadni valami hibát, vagy gyengeséget
- Megvédeni egy barátot, vagy családtagot valamiféle rossz hírtől
- Helyrehozni egy hibát, mielőtt az még kitudódna
- Valamiféle előnyt szerezni egy másik szereplő kijátszásából
- Ellopott, vagy elvesztett tárgyat visszaszerezni, mielőtt az eltűnésére még fény derülne
- Eltörött, használhatatlanná vált tárgyat újjal kicserélni anélkül, hogy a csere ténye kiderülne
- Helyrehozni egy szituációt, amivel az csak még rosszabbá válik

Ezen történetek mellett előfordulnak még a következők is:
- Egy vagy több szereplő idegen helyre (átvitt és valós értelemben is) megy, csak hogy rájöjjön, minden úgy volt jó, ahogy volt. A készítők sokszor használják ezt az epizódot arra, hogy az egész stábot valamilyen egzotikus helyre tegyék.
- Egy szereplő alapvető változásra vágyik akár külsőleg, akár belsőleg, hogy később rájöjjön: addig volt jó, amíg nem váltott.
- A szereplők valamilyen versenyre, vagy pályázatra neveznek.
- A szereplők általuk nehezen, vagy egyáltalán nem kezelhető, nagyobb felelősséggel járó helyzetbe kerülnek.
- Idegenek, jövevények rövid (egy-két epizódra szóló) szerepe, hogy a társaságban jelentkező csoportdinamikát felborítsák
- Speciális szünidei epizód (például karácsony, húsvét stb.)
- Különböző szereplők felcserélik egymás szerepét átélni, hogy milyen lehet a másiknak

### Nagyon különleges epizód
Egy speciális epizód, ahol a sorozat teljesen kibillen megszokott ritmusából akár születés, halál, vagy más okból.

## Életciklus
Egy átlagos szituációs komédia életciklusa a következő állomásokból áll:
- Ötlet
- Pilot (bevezető epizód)
- Nézettség-vizsgálatok
- "A cápa ugrása", vagyis egy, vagy több szokatlan, a logikába nem illeszkedő epizód
- Befejezés
- Más csatornákon való ismétlések
- "Újraegyesülés", azaz valamennyi idő elteltével egy-egy epizód gyártása, általában egyfajta "ez történt az elmúlt időkben"
- DVD kiadás

## Rádió
A szituációs komédia eredete a rádióhoz köthető. 1926. január 12-én került adásba a Sam 'n' Henry (Sam és Henry) a WGN rádióadón Chicagóban. A 15 perces epizódokból épülő sorozatot 1928-ban átvette egy másik adó, és Amos 'n' Andy néven a hőskor legsikeresebb szituációs komédiájává vált.
A legsikeresebb rádiós szituációs komédia az 1935-ben indult Fibber McGee and Molly, melyet 1959-ig sugároztak töretlen sikerrel. A sorozat két főszereplője, James "Jim" és Marian Driscoll Jordan szintén a chicagói gyökereket követték.
1947-ben Beulah címmel indult az első szituációs komédia, amelynek főszereplője afroamerikai volt.

## Televízió
A televízió megjelenésével az 1940-es évek végén a szituációs komédia a televízióra adaptált műfajok között az egyik első volt. A legtöbb szituációs komédia félórás volt, és hetenként került adásba egy-egy epizód. A legtöbb korai tévés szituációs komédia egyszerűen a rádiós változatok adaptációja volt, mint például az Amos 'n' Andy, vagy a rádióból már megismert színészeket alkalmazták új szerepkörben, mint Burns és Allen, vagy mozisztárként is ismert Abbott és Costello. A korai szituációs komédiákat élőben közvetítették, és nem kerültek rögzítésre.
A Beulah című rádiós szituációs komédia sorozat volt az első, melyet a televíziós adaptációban afroamerikai főszereplővel közvetítettek.
Az első sikeres többkamerás szituációs komédia Desi Arnaz nevéhez fűződik. Nála három kamera vette egyszerre a jelenetet, és később, a vágás során döntötték el, melyik kamera képét használják fel. Az I love Lucy (Szeretem Lucy-t) című szituációs komédia volt az egyik első, ahol az epizódokat filmre rögzítették, így vált lehetővé a későbbi vágás, és így váltak lehetővé a későbbi ismétlések is.
Az 1960-as években jöttek létre az első rajzolt szituációs komédiák, mint például a Flintstone család (nálunk Frédi és Béni, a két kőkorszaki szaki címen vált ismertté), valamint a Jetsons. Ez utóbbi szolgált alapul a későbbi tudományos-fantasztikus szituációs komédiák készítéséhez.
Az 1960-as évek közepére a szituációs komédiák egyre több fantasztikus elemet tartalmaztak. A szörnyek és szellemek mindennapos szereplői voltak a The Munsters, és az Addams-család sorozatoknak. A szuperhősöket is elérte a szituációs komédia, példa rá a Batman sorozat. Ezek a sorozatok visszatértek az egykamerás felvételekhez, mert ezekkel sokkal könnyebb volt az epizódokban használt filmtrükkök végrehajtása. A trükkfelvételek miatt ezeket a szituációs komédiákat nem lehetett közönség előtt rögzíteni, ezért létrehozták a nevetés-hangsávot (laugh-track), amely előre rögzített nevetéseket tartalmazott, és később keverték a képek alá, hogy adáskor úgy hangozzék, mintha közönség előtt lett volna rögzítve.
A szituációs komédiák alapvetően két kategóriába voltak sorolhatóak:
- Amelyek otthon, illetve magánszférában játszódnak, illetve
- amelyek munkahelyi, hivatali környezetben játszódnak.

Az 1960-as évek elején a szituációs komédiák történeteit kiterjesztették a házaspárokon, gyermekes házaspárokon túl. Az "Andy Griffith-show", és a "My three sons" szereplői például özvegyek, és gyermekeik voltak.
Az "Andy Griffith-show" volt az első ezek mellett, amely egy másik sorozat alapjául szolgált (úgynevezett spinoff): egyik epizódjában mellékszereplő Danny Thomas önálló sorozatot indított.
A szituációs komédia egyik alfaja a zenei szituációs komédia, melynek 1960-as évek közepe táján a Monkees együttes életéről szóló epizódok voltak első mintái.
Az 1970-es években egyfajta visszatekintés látható a szituációs komédiák körében, miszerint visszatérnek a közönség előtti többkamerás rögzítéshez. A legtöbb műsor már videoszalagra készül, nem filmre.
A további években a szituációs komédiák változatos világa jött létre:
- szociális problémákról, helyzetekről (All in the Family, Sanford and Son)
- feminista, szüfrazsett szemszögből (Mary Tyler Moore Show, Rhoda, Phyllis),
- háborús sorozatok (M*A*S*H).

Ez utóbbi készítői szerint a stílus nem tűri el, hogy nevetés-hangsáv kerüljön hozzá. Később a készítők és CBS közötti kompromisszum eredményeképp a műtőben játszódó jelenetek alól levették ezt a hangsávot. A Nagy-Britanniában, és Németországban játszott verzió viszont teljes egészében nevetés-hangsáv nélkül került adásba.
Az 1980-as évek elején fejlődött ki a szituációs komédiák, és a dráma speciális keveréke, amit "dramedy"-nek hívtak (magyar fordításban talán a drámédia lenne a legmegfelelőbb). Szintén ebben az időszakban jelent meg Bill Cosby főszereplésével a The Cosby Show, mely az első, stand-up komikus személyisége köré rendezett sorozat volt.
Az 1990-es évek eleje az animált szituációs komédiák újjászületését hozta. Megemlítendő ebből az érából A Simpson család, a Futurama, és szinte az összes, Cartoon Network által sugárzott rajzfilmsorozat.
A '90-es évek közepén ismét divatba jött a sorozat során lassan fejlődő szereplőket ábrázoló sorozat. Ennek jeles képviselői az Egy rém rendes család, a Jóbarátok.
A '90-es évek vége felé jött létre az egy óra hosszat tartó komédia, melyet általában egy kamerával forgatnak, mint például az Ally McBeal, a Betty, a csúnya lány, a Született feleségek és hasonló társaik.
A 2000-es évek elején az egykamerás, félórás szituációs komédiák ismét divatba jöttek, például az Irodában című. A régebbi egykamerás sorozatokkal ellentétben itt már nem alkalmaznak nevetés-hangsávot.
Kiemelkedő nevetés-hangsávos sit-com még az Agymenők (2007-2019), az Így jártam anyátokkal (2005-2014) és a Két pasi – meg egy kicsi (2003-2015).

## Különböző országok szituációs komédiái
A világon szinte minden ország gyárt szituációs komédiákat. Ezekből néhányat kiemelnénk:

## Amerikai Egyesült Államok
A szituációs komédia őshazájában általában legalább 20 darab, egyenként 22 perces epizódból álló sorozatok vannak, 8 percet hagyva reklámokra. A műsor írói általában több, egyetemről épp csak kikerült fiatal író, akik kerekasztal-szerűen dobják össze a poénokat.

## Nagy-Britannia
A szigetországi komédiák ettől eltérően 22 percnél hosszabbak, általában 8 epizódból álló sorozatok, melyek írója egy, vagy két tapasztalt vígjáték-író.
A brit humor valamennyire különbözik az amerikaitól: kevesebb fókusz jut a szövegekre, viccekre, inkább a történetre, a brit személyiségjegyekre, a mindennapos sztereotípiákra koncentrál. Nem áll távol a brit sorozatoktól a fekete humor sem. A Porridge például egy börtönben játszódik, míg a The Fall and Rise of Reginald Perrin pedig egy embert mutat be, aki kétszer is eljátssza saját öngyilkosságát, hogy megmeneküljön a rátapadó, unalmas életétől.
Sok brit komédia visszatérő eleme, hogy egy szereplő nem képes megszabadulni egy kényelmetlen helyezettől, vagy még inkább egy nyomasztó kapcsolattól.
Nagy-Britannia dicsekedhet a világ legrégebben futó sorozatával: a Last of the Summer Wine első adását 1973-ban láthatták, 2007 tavaszán tartottak a 28. sorozatnál.

## Ausztrália
A legtöbb sugárzott szituációs komédia amerikai, vagy brit készítésű. A legtöbb ausztrál komédia maximum egy évadból, évadonként 13 félórás epizódból áll, melyek brit alapokon nyugszanak, azok alapján lettek újraírva.

## Kanada
A kanadai komédiákról általában el lehet mondani, hogy mind a kritika, mind a nézők elégedetlenek velük. A legsikeresebb sorozatnak a The Red Green Show (azaz A vörös-zöld show) címűt lehet tekinteni, ami a szituációs-, és villámkomikum között van félúton: az epizódok egymástól szinte független részekből tevődnek össze, de a jeleneteket összekötő szereplők mindig ugyanazok, egyetlen színész sem játszik több szerepet.

## Oroszország
Oroszországban szituációs komédiákat csak a 90-es évek második felében kezdtek gyártani. Említésre méltó az Én csodálatos dadusom, ami az amerikai Dadus című sorozat adaptációja.

## Törökország
Törökországban rendkívül népszerűek a szituációs komédiák, melyek sok, addig csupán színházban és kultúrházakban fellépő stand-up komikusnak adtak lehetőséget az országos népszerűség elérésére. A legnézettebb ilyen sorozat a több szakmai díjat nyert Avrupa Yakası (Európai Oldal), mely az török ATV csatornán fut 2003 óta, s melynek szereplői és poénjai valóságos kultuszt teremtettek, az egyik szereplőről például labdarúgó-csapatot neveztek el. A török szituációs komédiák jóval hosszabbak az átlagnál, egy-egy epizód akár másfél órás is lehet.

## Szituációs komédiák Magyarországon
A magyar tévéfilmgyártás viszonylag késői kezdése miatt Magyarországon csak az 1960-as évek végétől beszélhetünk szituációs komédiáról, bár előtte színpadon, varietékben már bemutattak hasonló műfajú kabarétréfákat. Ezek legismertebb képviselője a Hacsek és Sajó, ahol ugyan történetről a szó szoros értelmében nem beszélhettünk, de a két szereplő folytonossága, a gyors, riposztozó párbeszédek leginkább erre a műfajra emlékeztetnek.

A rádió hőskorában a legismertebb, és legtovább tartó szituációs komédia A Szabó család volt, ahol bár a humor nem volt központi kérdés, a szereplők, a történetvezetés alapján nyugodtan sorolhatjuk ide ezt a művet is [forrás?].
Televízióban egészen az 1990-es évek elejéig nemigen lehetett klasszikus értelemben vett szituációs komédiákról beszélni [forrás?], bár animációs téren a Mézga család (és folytatásai: Mézga Aladár különös kalandjai, és a Mézga család vakáción) határozottan tekinthető e műfaj legkorábbi magyar adaptációjának.
Az első valóban szituációs komédiának nevezhető sorozat a Família Kft. volt, melynek első adása 1991-ben került adásba, és 385 epizódot ért meg.
Ezután leginkább az amerikai komédiák jelentették a fő vonulatot, melyek receptjeit átvéve került adásba először a Pasik! 2000-ben. Ezt követte a Tea és a Limonádé 2002-ben. Utóbbi két sorozat egy-egy évadot ért meg.
2005-ben kezdték vetíteni az Így jártam anyátokkal című sorozatot.
Ezek után 2006-ban a TV2 megvette az Egy rém rendes család jogait, mely később inspirálta az Egy rém rendes család Budapesten című televíziós filmsorozatot, amely egy Magyarországon forgatott szituációs komédia (sitcom). 
A Married with Children-t (Egy rém rendes családot) az Amerikai Egyesült Államokban 1987-től 10 éven át játszották. Forgatókönyvének adaptációja alapján feldolgozások (remake) készültek.

## A modern szituációs komédia, és a jövő
Ahogy eddig is, a szituációs komédia folyamatosan változik mind stílusában, mind összetevőiben. Hogy hová is halad, álljon itt néhány példa:

### "Friends" klón
A Jóbarátok sikerét meglovagolni próbáló történetek szinte mindegyike néhány modern fiatalról, a köztük levő kapcsolatokról szól, nem ritkán a szereplők közti szerelmi kapcsolatok folytonos változása közben (pl. Így jártam anyátokkal).

### Egykamerás, nevetés-hangsáv nélkül
Az ötlet, hogy a színpad, és a jelenlévő nézők által jelentett korlátokon túl menjenek, ezáltal valóságosabb, több helyszínnel operáló történeteket lehet felépíteni, meghagyva a nézők szabadságát, hogy akkor nevessenek, amikor akarnak, ezáltal elég időt hagyva a dialógusokra.

### Gyerekek komédiája
A Nickelodeon, később pedig a Disney Channel által vetített komédiákon alapulva egyre több, gyerekeknek szóló, az ő látószögükből felvett komédia készül (pl. iCarly, Drake és Josh, Waverly Place varázslói, Hannah Montana, Sonny, a sztárjelölt, Zack és Cody élete,Nicky, Ricky, Dicky és Dawn). Ezen sorozatok központi témája a suli, a "testvérharc" és a randik világa.